# Christian Bernadac
Christian Bernadac (n. 1 august 1937, Tarascon-sur-Ariège - d. 14 decembrie 2003) a fost un jurnalist și scriitor francez.

## Jurnalist
Diplomat al Școlii Superioare de Jurnalism din Paris, a fost jurnalist la Europe n°1, apoi realizator al ’Inter 3, primul jurnal televizat național de informații al televiziunii France 3 la 31 decembrie 1972. La 6 ianuarie 1975, Christian Bernadac a devenit redactor-șef la TF1, ORTF încetându-și activitatea la miezul nopții. Christian Bernadac este la originea alegerii a trei prezentatori care au adus canalul TV la succes: Roger Gicquel la 20 heures în timpul săptămânii, Yves Mourousi la 13 heures în timpul săptămânii și Jean-Claude Bourret la 13 heures și la 20 heures în week-end. Christian Bernadac a devenit responsabil al departamentului Documentaires al TF1, începând din 1981.

## Scriitor
- Autor al 12 cărți despre deportare, reunite ulterior de editor sub titlul Déportation (I, II, III, IV).
- Colecționar de desene de scriitori și în special a lui George Sand.
- El a primit următoarele premii:
  - Premiul Littré pentru Les Médecins de l'impossible,
  - Premiul Malherbe pentru Le Train de la mort.

## Viață privată
A fost căsătorit cu actrița Jacqueline Plessis.

## Opera
Déportation
- În Éditions France-Empire :
  - Les Médecins maudits, septembre 1967
  - Les Médecins de l'impossible, octobre 1968
  - Les Sorciers du ciel, octobre 1969
  - Le Train de la mort, novembre 1970
  - Les Mannequins nus (Auschwitz, tome 1), octobre 1971
  - Le Camp des femmes (Ravensbrück, tome 2), septembre 1972
  - Kommandos De Femmes (Ravensbrück, tome 3), 1973
  - Les 186 marches (Mauthausen 1), septembre 1974
  - Le Neuvième cercle (Mauthausen 2), septembre 1975
  - Des jours sans fin (Mauthausen 3), septembre 1976
  - L'Holocauste oublié, le massacre des Tziganes, octobre 1979
  - Le Rouge-Gorge, novembre 1980

Le Glaive et les Bourreaux
- În Éditions France-Empire :
  - I. - La Toile d'araignée - La montée du nazisme
  - II. - Les Trompettes de Berlin
  - III. - L'Ordre S.S.
  - IV. - La Gestapo - L'état-prison
  - V. - La Luftwaffe
  - VI. - La Kriegsmarine
  - Les Assassins - Le front de l'Est, 1984

Eseuri istorice
- În Éditions France-Empire :
  - Le Mystère Otto Rahn - Du catharisme au nazisme (Le Graal et Montségur), août 1978
  - Dagore, Les Carnets secrets de la Cagoule, juin 1977
  - L'Exécution de Budapest, mai 1966
  - Le Passe-Montagne, août 1975
  - Madame de... qui vivait nue parmi les ours, au sommet des Monts Perdus
- La alți editori :
  - Train 7909 destination Dachau, Michel Lafon
  - Les Victorieux, Michel Lafon, 1994
  - Les Possédés de Chaillot, en collaboration avec S. Fourcassié, J.-C. Lattès
  - La libération des camps. Le dernier jour de notre mort
  - Dictionnaire du Désespéranto, le langage des camps, Michel Lafon, 1999

Régionalisme (Ariège)
- Macarel ! polémiques ariégeoises, Éditions Résonances, 1980 ; rééd. C. Lacour, 1999.
- La cuisine du comté de Foix et du Couserans, Éd. Denoël/Résonances, 1982 ; rééd. C. Lacour, 1999

Romane
- Djebel Tour, Albin Michel, 1992
- Le Complot des lépreux, Belfond
- Le Manchot-Empereur, J.-C. Lattès

Despre George Sand
- Dessins, aquarelles, dendrites de George Sand : Les Montagnes bleues, Belfond

## Traduceri în limba română
- Medicii imposibilului (Ed. Politică, București, 1972) - traducere de Ilca Melinescu și Virgil Tiberiu Spănu
- 186 de trepte - Mauthausen (Ed. Politică, București, 1983)